# دانييل بوبوفيتش
دانييل بوبوفيتش (بالكرواتية: Danijel Popović)‏ هو لاعب كرة قدم كرواتي في مركز الهجوم، ولد في 6 مارس 1982 في فوكوفار في كرواتيا، وتوفي في 23 أكتوبر 2002 في بوروفو في كرواتيا بسبب حادث مرور. شارك مع منتخب كرواتيا تحت 20 سنة لكرة القدم ومنتخب كرواتيا تحت 21 سنة لكرة القدم. أما مع النوادي، فقد لعب مع نادي أوسييك ونادي باستيا.

## وصلات خارجية
- دانييل بوبوفيتش على موقع اتحاد كرواتيا (الكرواتية)
- دانييل بوبوفيتش على موقع قاعدة بيانات كرة القدم.إي يو (الإنجليزية)